# Я — киборг, но это нормально
«Я — киборг, но это нормально» (кор. 싸이보그지만 괜찮아, конц. Ссаибогыджиман квэнчханха, англ. I'm a cyborg, but that's OK) — кинофильм режиссёра Пак Чхан Ука, вышедший на экраны в 2006 году. Мелодрама-трагикомедия о девушке Юн Гун (Су Юн), которая считает себя киборгом.

## Сюжет
В центре сюжета находится отделение психиатрической больницы, в частности двое молодых пациентов — Юн Гун и Ли Сун. Юн Гун воспитана психически нездоровой бабушкой, питавшейся исключительно редисом, который она грызла, как мышь. Когда бабушку насильно увозят в больницу, и дома остаётся её вставная челюсть, то Юн Гун решает что она — киборг, который заряжается энергией от батареек. Её миссия заключается в том, чтобы доставить бабушке в больницу оставленную дома вставную челюсть (без которой та не может грызть редис) и отомстить врачам за бабушку. После кровавой попытки подключения проводов к венам она сама оказывается в психиатрической больнице. Пациент из соседней палаты Ли Сун (Рейн) пытается ей помочь, и его стремления заканчиваются некоторым успехом и романтическим развитием отношений с Юн Гун.

## В ролях
- Им Суджон
- Рейн
- Ким Бёнок
- Чхве Хеджин
- Ли Ённё
- Ю Ходжон

## Награды и номинации
- 2007 — награда имени Альфреда Бауэра на Берлинском кинофестивале
- 2007 — номинация на приз «Золотой медведь» Берлинского кинофестиваля
- 2008 — специальное упоминание на кинофестивале Fantasporto